# Grünbach (Dorfen)
Grünbach ist ein Gemeindeteil der Stadt Dorfen im oberbayerischen Landkreis Erding.

## Lage
Der Weiler Grünbach liegt an einem Oberlauf des Kothbachs in der Luftlinie 2 Kilometer östlich von Grüntegernbach, 3 Kilometer südwestlich von Buchbach und 7,5 Kilometer nordöstlich von Dorfen.

## Denkmalgeschützte Gebäude
Zwei historische Gebäudegruppen stehen in Grünbach unter Denkmalschutz und sind in die Liste der Baudenkmäler in Dorfen eingetragen:

### Grünbach 3
Der Dreiseithof Grünbach 3 besteht aus einem Querstadel mit Bundwerk und Steildach aus der zweiten Hälfte des 18. Jahrhunderts sowie einem Parallelstadel mit Riegelwänden, Bundwerk, Flachdach und eingebautem Getreidekasten aus dem Ende des 18. Jahrhunderts, der 1982 erneuert wurde.

### St. Valentin
Die katholische Filialkirche St. Valentin ist ein kleiner barocker Saalbau mit Polygonalchor, angefügter Sakristei und schmalem Chorflankenturm aus der Zeit um 1750. Sie war eine dem Heiligen Valentin geweihte, lokal aufgesuchte Wallfahrtskirche. Der Bau hat einen spätgotischen Kern aus dem 15. Jahrhundert und insgesamt drei Joche mit 3/8-Schluss. Im Inneren sehenswert ist ein spätbarocker Choraltar von 1720, eine barocke Empore und Rokoko-Chorgestühl von 1765.

## Bevölkerungsentwicklung
Um 1871 gab es in Grünbach 46 Einwohner. Im Mai 1987 lebten dort 15 Einwohner in drei Wohngebäuden.
| Jahr      | 1871 | 1925 | 1950 | 1970 | 1987 |
| Einwohner | 46   | 30   | 34   | 24   | 15   |